# Kommissar für Verbraucherpolitik
Der Kommissar für Verbraucherpolitik (bis 2010 Kommissar für Verbraucherschutz) war eine Amtsbezeichnung für ein Mitglied der Europäischen Kommission. Ihm war die Generaldirektion Gesundheit und Verbraucher (GD SANCO) angegliedert.
Die Zuständigkeit für Verbraucherschutz wurde bei Ressortneuzuschnitten in der Europäischen Kommission häufig geändert. Als eigenständiges Ressort wurde es im Januar 2007 aus der Verantwortung des Kommissars für Gesundheit und Verbraucherpolitik ausgegliedert, da nach der EU-Erweiterung 2007 Ressorts für die zwei zusätzlichen Kommissare notwendig wurden.
In der Kommission Barroso II, die im Februar 2010 ihr Amt antrat, wurden die beiden Ressorts zunächst wieder miteinander vereinigt. Außerdem fiel auch der Bereich Arzneimittel, der zuvor im Ressort Unternehmen und Industrie lag, in die Zuständigkeit des Kommissars für Gesundheit.
Seit dem EU-Beitritt Kroatiens im Jahr 2013 waren beide Ressorts wieder getrennt.

## Bisherige Amtsinhaber
| Kommissar             | Amtszeit  | Staat                  | nationale Partei | europäische Partei / politische Richtung | sonstige Zuständigkeiten                                 |
| --------------------- | --------- | ---------------------- | ---------------- | ---------------------------------------- | -------------------------------------------------------- |
| Věra Jourová          | 2014–2019 | Tschechien             | ANO 2011         | ALDE                                     | Justiz und Gleichstellung                                |
| Neven Mimica          | 2013–2014 | Kroatien               | SDP              | SPE                                      |                                                          |
| Tonio Borg            | 2012–2013 | Malta                  | PN               | EVP                                      | Gesundheit                                               |
| John Dalli            | 2010–2012 | Malta                  | PN               | EVP                                      | Gesundheit                                               |
| Meglena Kunewa        | 2007–2010 | Bulgarien              | NSDW             | ELDR                                     |                                                          |
| Márkos Kyprianoú      | 2004–2006 | Zypern                 | DK               | zentristisch                             | Gesundheit                                               |
| David Byrne           | 1999–2004 | Irland                 | FF               | AEN                                      | Gesundheit                                               |
| Emma Bonino           | 1995–1999 | Italien                | PR               | radikalliberal                           | Fischerei, ECHO                                          |
| Christiane Scrivener  | 1993–1995 | Frankreich             |                  |                                          |                                                          |
| Karel Van Miert       | 1989–1993 | Belgien                | SP               | SPE                                      | Verkehr                                                  |
| Grigoris Varfis       | 1985–1989 | Griechenland           | PASOK            | SPE                                      | Beziehungen zum Parlament, Regionalpolitik               |
| Stanley Clinton Davis | 1985–1989 | Vereinigtes Königreich | Labour           | SPE                                      | Umwelt, Verkehr                                          |
| Karl-Heinz Narjes     | 1981–1985 | Deutschland            | CDU              | EVP                                      | Binnenmarkt, Zollunion, Erweiterung, Nukleare Sicherheit |
| Richard Burke         | 1977–1981 | Irland                 | FG               | EVP                                      | Steuern, Zollunion, Verkehr                              |